# 기관지 (해부학)
기관지(氣管支, 영어: bronchus)는 하부 기도의 통로 또는 기도로서 공기를 허파로 전달한다. 기관에서 기관갈림에 걸쳐 분지하는 첫 번째 또는 주 기관지는 오른쪽 주기관지와 왼쪽 주기관지이다. 이것들은 가장 넓은 기관지이며, 각각의 폐문에서 오른쪽 허파와 왼쪽 허파로 들어간다. 주 기관지는 더 좁은 이차 기관지 또는 엽 기관지로 분지하고, 이것들은 더 좁은 삼차 기관지 또는 분절 기관지로 분지한다. 분절 기관지의 추가적인 분지는 4차, 5차, 6차 분절 기관지 또는 총칭하여 아분절 기관지라고 불린다.
기관지는 연골로 지지될 수 없을 정도로 너무 좁아지면 세기관지라고 불린다. 기관지에서는 가스 교환이 일어나지 않는다.

## 구조
기관은 기관갈림에서 왼쪽 기관지와 오른쪽 기관지의 두 개의 주 일차 기관지로 나뉜다. 기관갈림은 복장뼈의 흉골각과 다섯 번째 흉추 수준(휴식 시)에 위치한다.
오른쪽 주기관지는 왼쪽 주기관지보다 넓고 짧고 더 수직이다. 평균 길이는 1.09cm이다. 그것은 대략 다섯 번째 흉추 수준에서 오른쪽 폐의 폐문으로 들어간다. 오른쪽 주기관지는 세 개의 이차 기관지(또는 엽 기관지)로 세분되어 오른쪽 폐의 세 엽—상엽, 중엽, 하엽—에 산소를 공급한다. 홀정맥은 뒤에서 그것 위로 아치를 그린다; 그리고 오른쪽 허파동맥은 처음에는 그것 아래에 있다가 그 다음에는 그 앞에 있다. 시작으로부터 약 2cm 떨어진 곳에서 오른쪽 폐의 상엽으로 가지를 내는데, 이것은 또한 상피 기관지라고도 불린다. 상피는 오른쪽 허파동맥 위에서의 위치를 의미한다. 오른쪽 기관지는 이제 동맥 아래를 지나며, 중엽과 하엽으로 가는 두 개의 엽 기관지로 나뉘는 동맥하 가지라고 알려져 있다.
왼쪽 주기관지는 지름이 더 작지만 오른쪽보다 길며, 길이가 5cm이다. 그것은 여섯 번째 흉추 맞은편의 왼쪽 폐의 폐문으로 들어간다. 그것은 대동맥활 아래를 지나고, 식도, 가슴림프관, 그리고 내림대동맥 앞을 가로지르며, 왼쪽 허파동맥이 처음에는 그 위에 있다가 그 다음에는 그 앞에 있다. 왼쪽 기관지에는 부신 분지가 없으므로, 어떤 이들은 왼쪽 폐에 상엽이 없으며, 소위 상엽이 오른쪽 폐의 중엽에 해당한다고 추정했다. 왼쪽 주기관지는 두 개의 이차 기관지 또는 엽 기관지로 나뉘어 왼쪽 폐의 두 엽—상엽과 하엽—에 공기를 공급한다.
이차 기관지는 더 나아가 삼차 기관지(또는 분절 기관지)로 나뉘며, 각각은 기관지폐 분절에 공급한다. 기관지폐 분절은 결합 조직의 격막에 의해 폐의 나머지 부분과 분리된 폐의 한 부분이다. 이 특성 덕분에 기관지폐 분절은 다른 분절에 영향을 주지 않고 외과적으로 제거될 수 있다. 처음에는 각 폐에 10개의 분절이 있지만, 발생 과정에서 왼쪽 폐는 두 개의 엽만 가지고 있으며, 두 쌍의 분절이 융합되어 각 엽에 네 개씩 총 여덟 개가 된다. 삼차 기관지는 4차, 5차, 6차 분절 기관지로 알려진 또 다른 세 가지 분기로 더 나뉘며, 이는 또한 아분절 기관지라고도 불린다. 이것들은 더 작은 세기관지로 분지하고, 세기관지는 말단세기관지로 나뉘며, 각각은 여러 호흡세기관지를 발생시키고, 이들은 두 개에서 열 한 개의 폐포관으로 나뉜다. 각 폐포관에는 다섯 또는 여섯 개의 폐포낭이 연결되어 있다. 폐포는 폐에서 가스 교환의 기본 해부학적 단위이다.
주 기관지는 비교적 큰 내강을 가지고 있으며 호흡상피로 덮여 있다. 이 세포층에는 입을 향해 있는 섬모가 있어 먼지와 기타 작은 입자를 제거한다. 상피 아래에는 서로 반대 방향으로 나선형을 이루는 두 개의 근육 띠로 배열된 민무늬근육층이 있다. 이 민무늬근육층의 벽에는 점액을 분비하는 점액선이 포함되어 있다. 유리연골은 기관지에 존재하며 민무늬근육층을 둘러싸고 있다. 주 기관지에서는 연골이 기관지에 있는 것과 같은 C자형 고리를 형성하며, 더 작은 기관지에서는 유리연골이 불규칙하게 배열된 초승달 모양의 판과 섬으로 존재한다. 이러한 판들은 기관지에 구조적 지지대를 제공하고 기도를 열린 상태로 유지한다.
기관지 벽은 일반적으로 전체 기관지 직경의 10%에서 20% 두께를 가진다.

### 미세해부학

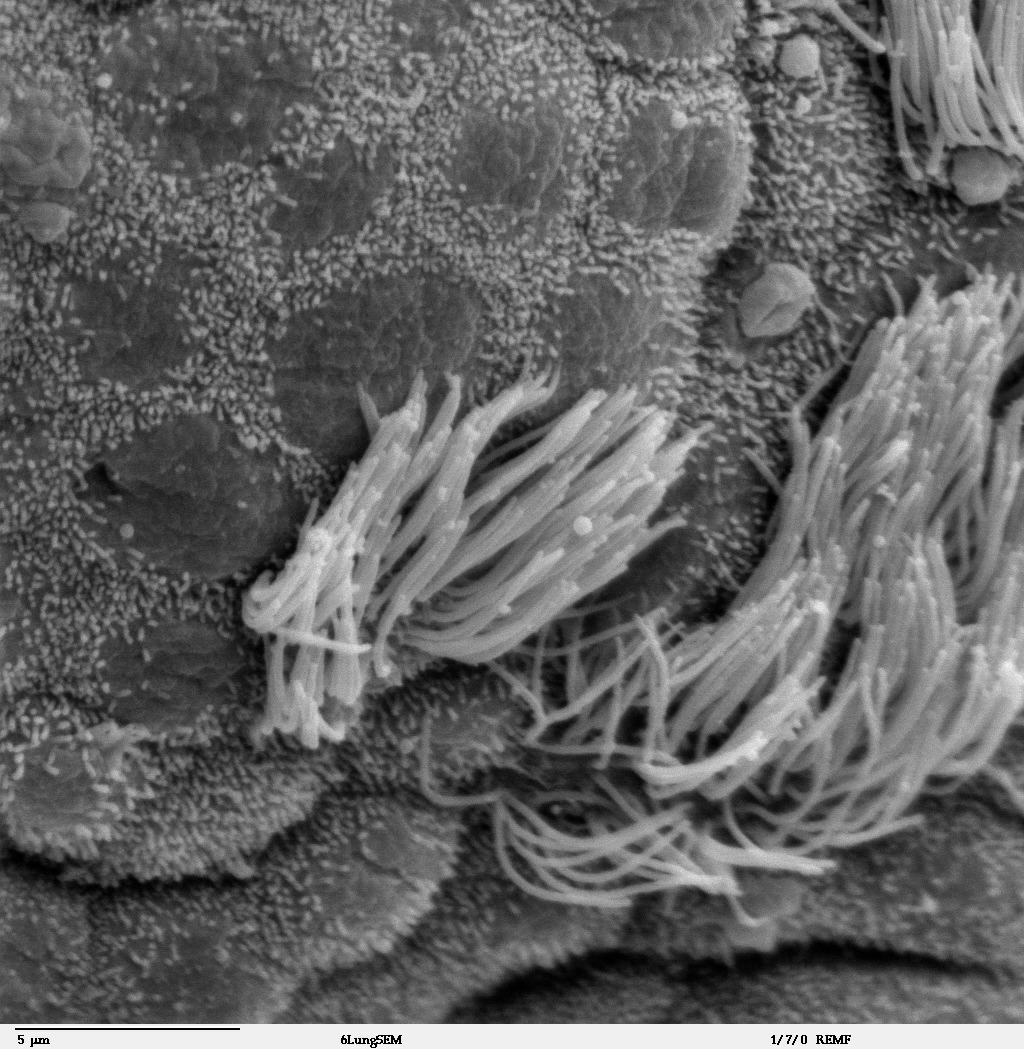
비섬모 세기관지 상피의 섬모와 훨씬 더 작은 미세융모.

주기관지(일차 기관지)의 연골과 점막은 기관지의 그것과 유사하다. 이들은 섬모위중층원주상피로 분류되는 호흡상피로 덮여 있다. 주기관지의 상피에는 점액의 주성분인 뮤신을 생성하는 샘 모양으로 변형된 단순 원주 상피세포인 배상 세포가 포함되어 있다. 점액은 점액섬모 청소 과정에서 기도를 깨끗하게 유지하는 데 중요한 역할을 한다.
기관지 나무를 통한 분기가 계속됨에 따라 벽에 있는 유리 연골의 양은 세기관지에서 없어질 때까지 감소한다. 연골이 감소함에 따라 민무늬근육의 양이 증가한다. 점막 또한 섬모위중층원주상피에서 단순 섬모입방상피로, 그리고 폐포관과 폐포에서는 단순 편평상피로 전환된다.

### 변이
0.1~5%의 사람들에게서 기관분기 이전에 주기관지에서 발생하는 오른쪽 상엽 기관지가 있다. 이는 기관성 기관지로 알려져 있으며, 해부학적 변이로 간주된다. 이는 여러 변이를 가질 수 있으며, 대개는 무증상이지만, 반복적인 감염과 같은 폐 질환의 근본 원인이 될 수 있다. 이러한 경우 절제술이 종종 치료적이다.

심장성 기관지는 약 0.3%의 유병률을 가지며, 오른쪽 주기관지의 상엽 기관지와 중엽 및 하엽 기관지의 기원 사이의 중간 기관지에서 발생하는 부속 기관지로 나타난다.
부속 심장성 기관지는 대개 무증상 상태이지만, 지속적인 감염이나 객혈과 관련이 있을 수 있다. 관찰된 사례의 약 절반에서 심장성 기관지는 짧은 막힌 기관지 줄기로 나타나며, 나머지 절반에서는 기관지가 분지하고 관련된 공기화된 폐실질을 보일 수 있다.

## 기능
기관지는 폐의 기능적 조직인 폐포까지 흡입된 공기를 운반하는 기능을 한다. 폐 속의 공기와 모세혈관 속의 혈액 사이의 기체 교환은 폐포관과 폐포의 벽을 통해 일어난다. 폐포관과 폐포는 주로 단순 편평상피로 구성되어 있어 산소와 이산화 탄소의 빠른 확산을 허용한다.

## 임상적 중요성

기관지 벽 두께(T)와 기관지 직경(D).

CT 스캔에서 볼 수 있는 기관지벽 비후는 일반적으로(항상 그런 것은 아니지만) 기관지의 염증(기관지염)을 의미한다. 일반적으로 기관지벽 두께와 기관지 직경의 비율은 0.17에서 0.23 사이다.

### 기관지염
기관지염은 기관지의 염증으로 정의되며, 급성이거나 만성일 수 있다. 급성 기관지염은 대개 바이러스성 또는 세균성 감염에 의해 발생한다. 만성 기관지염 환자 중 상당수는 만성 폐쇄 폐 질환(COPD)을 앓고 있으며, 이는 대개 흡연 또는 장기간의 자극원 노출과 관련이 있다.

### 흡인
왼쪽 주기관지는 오른쪽 주기관지보다 기관지에서 더 큰 각도로 분리된다. 오른쪽 기관지도 왼쪽보다 넓으며 이러한 차이는 오른쪽 폐를 흡인 문제에 취약하게 만든다. 음식, 액체 또는 이물질이 흡인되면 오른쪽 주기관지에 걸리는 경향이 있다. 세균성 폐렴과 흡인성 폐렴이 발생할 수 있다.
삽관에 사용되는 기관내 튜브가 너무 깊이 삽입되면 대개 오른쪽 기관지에 걸려 오른쪽 폐만 환기될 수 있다.

### 천식
천식은 종종 알레르겐에 반응하여 염증 성분을 동반한 기관지의 과민성으로 특징지어진다.
천식에서 기관지의 수축은 호흡곤란을 유발하여 호흡 곤란을 초래할 수 있다; 이는 세포 과정에 필요한 산소가 신체에 도달하지 못하는 저산소증을 유발할 수 있다. 이 경우, 흡입기를 사용하여 문제를 해결할 수 있다. 흡입기는 기관지확장제를 투여하여 수축된 기관지를 진정시키고 기도를 다시 확장시키는 역할을 한다. 이러한 효과는 상당히 빠르게 나타난다.

### 기관지 폐쇄증
기관지 폐쇄증은 드문 선천성 질환으로 다양한 양상으로 나타날 수 있다. 기관지 폐쇄증은 하나 이상의 기관지, 대개 분절 기관지, 때로는 엽 기관지에 영향을 미치는 기관지 발달 결함이다. 이 결함은 막힌 기관지의 형태를 취한다. 주변 조직은 정상적으로 점액을 분비하지만 쌓여서 팽창한다. 이는 국소적 폐기종을 유발할 수 있다.
수집된 점액은 점액성 매복 또는 기관지낭종, 또는 둘 다를 형성할 수 있다. 오목가슴이 기관지 폐쇄증과 동반될 수 있다.

## 추가 이미지

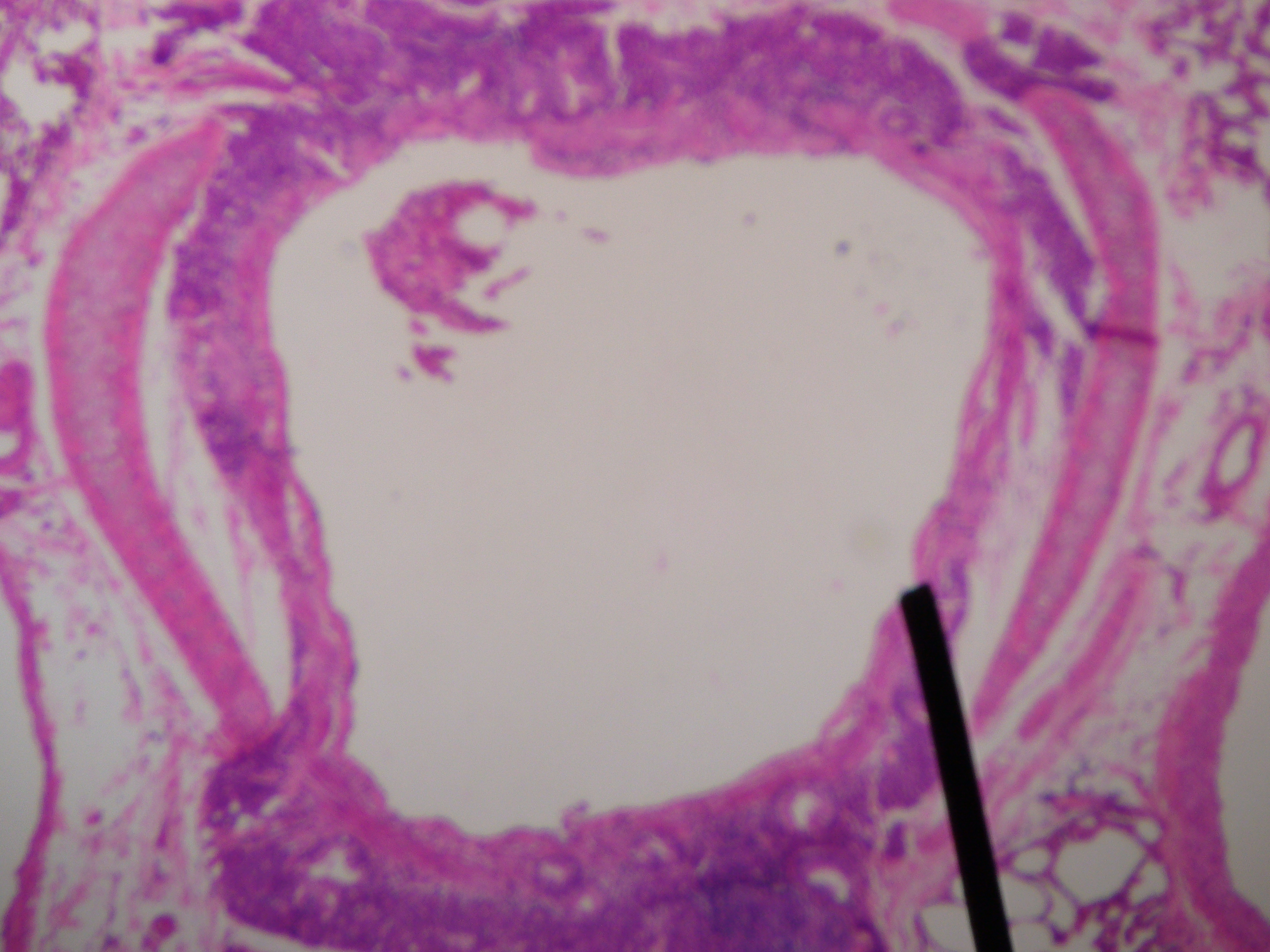
이차 기관지의 단면
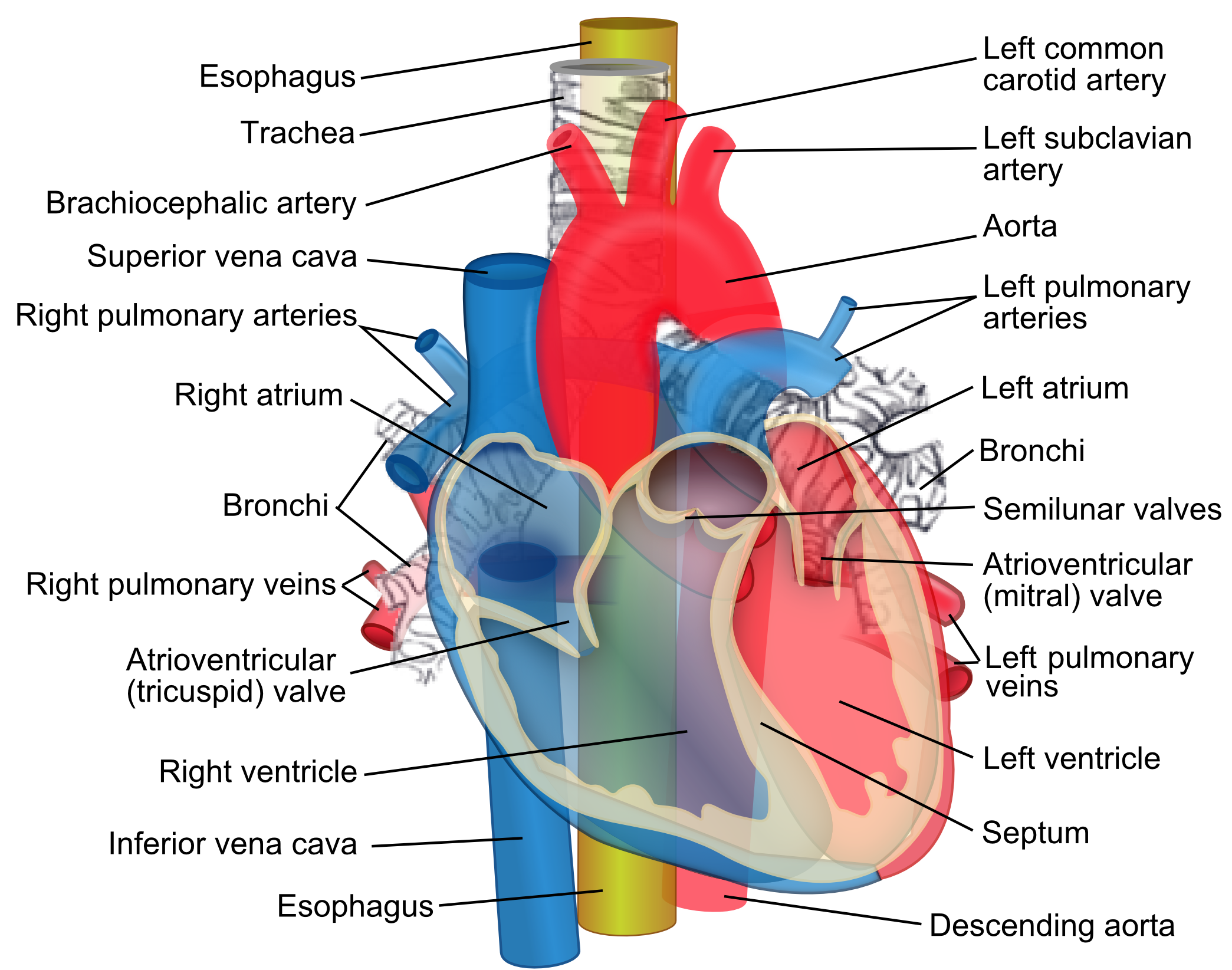
왼쪽과 오른쪽 주기관지는 여기에 보이는 심장 뒤에 있다.